# Auguste Garrebeek
Auguste Garrebeek, né le 10 janvier 1912 à Tourneppe et mort le 20 octobre 1973 à Asse, est un coureur cycliste belge de course sur route.

## Carrière
Auguste Garrebeek participe aux Jeux olympiques d'été de 1936 à Berlin et remporte la médaille de bronze dans l'épreuve de course en ligne par équipes avec Armand Putzeyse et Jean-François Van Der Motte.

## Palmarès
- 1936
  - 2e du championnat de Belgique sur route amateurs
  -  Médaillé de bronze de la course par équipes aux Jeux olympiques
  - 8e de la course en ligne aux Jeux olympiques